# محمد فوزي (لاعب كرة قدم مواليد 1993)
محمد فوزي نعمان (مواليد 10 يوليو 1993) هو لاعب كرة قدم مصري يلعب في مركز حراسة المرمى لصالح النادي الإسماعيلي.

## مشواره
بدأ مشواره في قطاع الناشئين بالنادي الأهلي ثم انتقل إلى فريق طلائع الجيش ومنه إلى غزل المحلة ثم الإسماعيلي.

### النادي الإسماعيلي
في 2017 أنتقل محمد فوزي للإسماعيلي من نادي غزل المحلة لمدة لمدة 5 مواسم في صفقة انتقال حر.
أصبح فوزي الحارس الأساسي بعد رحيل الحارس عصام الحضري، الذي انتقل إلى نادي النجوم بعد دخوله في خلافات مع إدارة النادي برئاسة المهندس إبراهيم عثمان.